# 犬山市立羽黒小学校
犬山市立羽黒小学校（いぬやましりつ　はぐろしょうがっこう）は、愛知県犬山市の公立小学校。

## 概要
- 校区は自治会としては、椿、椿台団地、南椿台団地、東椿、星和苑、高橋、東菊川、西菊川、米野東、北野、成海、貴船住宅、蝉屋、八幡町、八幡北、八幡前住宅第1、八幡前住宅第2、日の出町、ナビタウン1、ナビタウン2、起、山ノ田腰、福住、長塚、長塚2、長塚3、長塚4、城南、城中、城北、川原口、二日町、レインボー第二羽黒、金屋団地第1、稲葉、大橋、堀田第1、堀田第、レインボー羽黒、鳳町、ベルヴィル、ベルドゥエ、朝日、吹上、富士見ヶ丘、朝日ヶ丘第1、朝日ヶ丘第2であり、公立中学校の進学先は犬山市立東部中学校及び犬山市立南部中学校である。
- 旧・丹羽郡羽黒村の小学校であった。

## 沿革
- 1873年（明治6年）
  - 3月 - 丹羽郡羽黒新田に学伝学校が開校する。
  - 12月 - 丹羽郡羽黒村に小弓学校が開校する。
- 1881年（明治14年） - 小弓学校が羽黒村字子安に校舎を新築し、移転する。
- 1888年（明治21年） - 学伝学校と小弓学校を統合し、尋常小学羽黒学校となる。
- 1889年（明治22年）10月1日 - 羽黒村と羽黒新田が合併し、羽黒村が発足する。このころ現在地に校舎を新築し、移転する。
- 1892年（明治25年） - 羽黒尋常小学校に改称する。
- 1893年（明治26年） - 校舎を増築する。
- 1896年（明治29年） - 校舎を増築する。
- 1901年（明治34年） - 校舎を増築する。
- 1914年（大正3年） - 校舎を改築する。
- 1941年（昭和16年）4月1日 - 羽黒国民学校に改称する。
- 1947年（昭和22年）4月1日 - 羽黒村立羽黒小学校に改称する。
- 1954年（昭和29年）4月1日 - 犬山町、城東村、羽黒村、楽田村、池野村が合併し市制施行。犬山市となる。同時に犬山市立羽黒小学校に改称する。
- 1968年（昭和43年） - プールが完成する。
- 1970年（昭和45年） - 体育館が完成する。
- 1971年（昭和46年） - 北館（鉄筋コンクリート造）が完成する。
- 1974年（昭和49年） - 南館（鉄筋コンクリート造）が完成する。
- 1979年（昭和54年）4月1日 - 犬山市立東小学校を分離する。

## 交通アクセス
- 名鉄小牧線羽黒駅下車、徒歩約5分。

## 周辺施設
- 犬山市立東部中学校
- 犬山市立南部中学校
- 犬山市民文化会館
- 犬山羽黒郵便局
- 名鉄小牧線羽黒駅